# Buch der Namen
Das Buch der Namen (arabisch كـتـاب الأسـمـاء, DMG Kitāb al-asmāʾ) ist eines der Heiligen Bücher des Babismus. Es ist eines der zentralen Werke des Religionsstifters Bāb. Als Buch wurde es erstmals im August 1848 veröffentlicht.

## Inhalt
Dieses umfangreiche Buch besteht hauptsächlich aus langen Variationen von Anrufungen der Namen Gottes. Das Buch dient außerdem als Quelle für den Bahai-Kalender, deren Namen für die Monate ebenfalls Namen Gottes darstellen. In diesem Werk vergleicht sich der Bāb mit Mohammed und stellt sich mit diesem auf eine Stufe. Der Bāb habe in zwei Tagen und Nächten das offenbart, was Mohammed in 23 Jahren enthüllt hatte. Im Kitāb al-asmā verkündet der Bāb das Kommen eines noch größeren als er selbst. Er schreibt, wer ausharrt und abwartet, wird belohnt. 